# 菴摩羅 (古代毘舍離人)
菴摩羅古印度毘舍離國著名美女，聲名遠揚，令當時許多王公貴族傾慕追仰。後歸依釋迦摩尼佛。

## 記載
《阿含經》內《雜阿含經》之《第六二二經》記載當時菴摩羅聽說釋迦摩尼佛在毘舍離國的菴羅園就決定去恭敬供養。《佛所行讚》內「菴摩羅女見佛品第二十二」提到菴摩羅去供養釋迦摩尼佛時，出門與眾侍女陪從，穿著打扮帶花香，儀容好似天女。